# 延康 (东汉)
延康（220年三月—十月）是东汉皇帝汉献帝刘协的第六个年号，共计8个月。是东汉的最后一个年号。
延康元年十月汉献帝被迫将帝位禅让给曹丕，東漢灭亡，中国历史进入三国时代。曹丕篡汉自立，国号“魏”，是為魏文帝，史称曹魏，改元为黄初元年。
由於劉備不認同曹丕政權，因此沿用建安年號。刘备在成都直至建安二十六年（221年）称帝才改元章武。孙权最初对曹丕称臣，使用延康、黄初年号直至黄初三年（222年）才改元黃武，宣告与曹魏决裂，之后在叙述延康、黄初年间事时再改书建安年号。

## 改元
- 建安二十五年——三月，改元為延康元年；十月二十九日，改元為黃初元年。[3][4][5]

## 大事記
- 延康元年——十月十三日，漢獻帝發布禪位詔冊；十月二十九日，魏王曹丕即位為魏皇帝。[5]

## 紀年農曆對照表
表格中各月的干支即為各月的第1日，「大」表示該月有30日，「小」表示該月有29日，「閏月」表格中的中文數字表示該年為閏某月，各月初一底下的數字表示對應的西曆日期。
| 西元  | 干支 | 紀年     | 正月 | 二月 | 三月   | 四月   | 五月   | 六月   | 七月   | 八月   | 九月   | 十月   | 十一月 | 十二月 | 閏月 |
| ----- | ---- | -------- | ---- | ---- | ------ | ------ | ------ | ------ | ------ | ------ | ------ | ------ | ------ | ------ | ---- |
| 220年 | 庚子 | 延康元年 |      |      | 丁丑小 | 丙午大 | 丙子小 | 乙巳大 | 乙亥小 | 甲辰大 | 甲戌小 | 癸卯大 |        |        |      |
| 220年 | 庚子 | 延康元年 |      |      | 4/21   | 5/20   | 6/19   | 7/18   | 8/17   | 9/15   | 10/15  | 11/13  |        |        |      |

## 参看
- 中國年號索引
- 其他时期使用的延康年号